# Veguillas de la Sierra
Veguillas de la Sierra là một đô thị trong tỉnh Teruel, Aragon, Tây Ban Nha. Theo điều tra dân số 2018 (INE), đô thị này có dân số là 20 người.